# Manfred Nagl

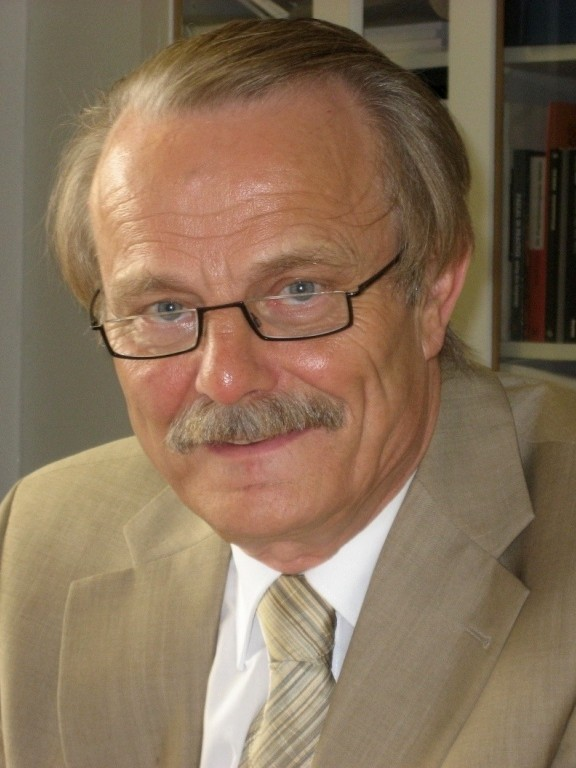
Manfred Nagl

Manfred Nagl (* 16. Mai 1944 in Landskron, Landkreis Landskron, Reichsgau Sudetenland) ist ein deutscher Informatiker und Professor. Er wurde im Frühjahr 2009 emeritiert, nachdem er 24 Jahre an der RWTH Aachen tätig war.

## Werdegang
Nagl studierte Mathematik und Physik an der Friedrich-Alexander-Universität in Erlangen (FAU). Nach zweijähriger Industriezeit am Forschungszentrum der Siemens AG in Erlangen kehrte er an das Institut für Informatik der FAU zurück und promovierte 1974 am Lehrstuhl von Hans-Jürgen Schneider über Graph-Grammatiken.
Nach seiner Habilitation im Jahre 1978 an der Technischen Fakultät der FAU nahm er 1979 eine C3-Professur an der Universität Koblenz und 1981 eine C4-Professur an der Universität Osnabrück an. Im Jahr 1986 wurde er Inhaber des Lehrstuhls Informatik 3 (Softwaretechnik) an der RWTH Aachen. Einen Ruf 1992 an die Universität Zürich lehnte er ab. Im August 2009 ging er in den Ruhestand und übergab den Lehrstuhl Informatik 3 an Bernhard Rumpe. Dort ist er derzeit noch aktiv.
Nagl leitete zunächst das IPSEN-Projekt über integrierte SDEs (Osnabrück, Aachen, 1982–1996). Von 1990 bis 1997 war er Sprecher der DFG-Forschergruppe SUKITS, von 1997 bis 2006 Sprecher des Sonderforschungsbereiches 476 und von 2006 bis 2009 Sprecher des Transferbereichs 61 der DFG. Eine beträchtliche Zahl seiner ehemaligen Mitarbeiter sind Professoren und in leitenden Stellen in der Industrie. 
Manfred Nagl war von 2006 bis 2008 Vorsitzender des Fakultätentags Informatik (von 2009 bis 2011 stellv. Vorsitzender) und von 2007 bis 2008 Vorsitzender des Dachverbands 4ING Fakultätentage der Ingenieurwissenschaften und der Informatik an Universitäten e. V. (2006–2011 Mitglied des Leitungsgremiums). Von 2005 bis 2007 und von 2011 bis 2015 war er Mitglied des Vorstands von Informatics Europe, eine Art europäischer Fakultätentag Informatik. Er leitet dort eine Kommission zur Evaluation von Informatik-Fakultäten und -Studiengängen. In EQANIE (europäische Informatik-Akkreditierung) war er in der Zeit 2011 bis 2016 Mitglied und stellv. Vorsitzender der Akkreditierungskommission.
Im Jahr 2009 wurde er zum Fellow der Gesellschaft für Informatik ernannt. Am 26. November 2010 wurde ihm von der Fakultät für Elektrotechnik, Informatik und Mathematik der Universität Paderborn die Ehrendoktorwürde (Dr. rer. nat. h. c.) verliehen. Seit 2014 ist er Fellow des Fakultätentagsverbundes 4ING.

## Arbeitsschwerpunkte
- Graph-Ersetzungssysteme
- Werkzeugbau für Informatik und Ingenieurwissenschaften
- Softwarearchitekturen
- Entwicklungsprozesse
- Programmiersprachen für große Softwaresysteme

## Veröffentlichungen
- 27 Bücher als Autor, Mitautor, Herausgeber und Mitherausgeber, 170 Fachaufsätze